# Stan van Houcke
Stan van Houcke (Vlissingen, oktober 1947) is een Nederlands journalist.
Van Houcke werkte lange tijd bij VPRO-radio, en was daarvoor onder andere actief bij STAD Radio Amsterdam. Hij verwierf landelijke bekendheid in 1980 met een live-verslag over de rellen rond de inhuldiging van koningin Beatrix. Via de VARA-radio was hij die dag samen met Hanneke Groenteman te horen. Het duo veroorzaakte nogal wat opschudding met de volgens sommigen tendentieuze berichtgeving, naar aanleiding waarvan het Gereformeerd Politiek Verbond Kamervragen heeft gesteld.
Van 1984 tot 1993 was hij veelvuldig te horen op de VPRO-radio, onder meer als (mede-)presentator van Het Gebouw.
Hij publiceerde verschillende boeken, waaronder 11 september: het keerpunt over de terroristische aanslagen in de Verenigde Staten. Van Houcke publiceert onder andere in De Humanist en hield 5 jaar lang een weblog bij. In 2009 verscheen van hem De oneindige oorlog, een kritische analyse van de scheve verhoudingen in het Midden-Oosten. Hoofdstukken die niet in het boek konden worden opgenomen, staan op een speciale website. In maart 2012 verscheen het eerste deel van zijn serie boeken over de val van het Amerikaanse imperium en de daaraan verbonden consequenties.
In 2003 ontving Van Houcke de prijs voor "Journalist voor de Vrede", die door het Humanistisch Vredesberaad (HVB) jaarlijks wordt toegekend aan een journalist in het Nederlands taalgebied die volgens het HVB zich heeft onderscheiden door "onafhankelijke, objectieve en kritische berichtgeving, en aldus heeft bijgedragen tot een cultuur van vrede en rechtvaardigheid".
In de nadagen van zijn carrière maakt hij voornamelijk pro-Russische bijdragen voor het rechtse platform Café Weltschmerz.

## Privé
Samen met de journaliste, rechtsgeleerde en schrijver Heikelien Verrijn Stuart heeft hij een zoon en een dochter.